# Рос Робинсън
Рос Робинсън (на английски: Ross Robinson) е американски продуцент на ню метъл и пост-хардкор групи като например KоЯn, Machine Head, Slipknot, Glassjaw, Sepultura, Cold, Limp Bizkit, Vanilla Ice и други.
Започнал е като китарист в траш метъл група, но не след дълго разбрал, че предпочита да се занимава с продуциране. Благодарение на работата си с KoЯn, Slipknot и Limp BizkiT Робинсън е признат като „Кръстникът на ню метъла“, въпреки че осъди ню метъл движението за това, че не се развива достатъчно и за това, че новите групи не помагат за разширяването на стила, който той е спомогнал да бъде създаден с първия албум на KoЯn – KoЯn. Благодарение на него Limp BizkiT пробиват с първия си албум – Three Dollar Bill Y'All, а по-късно се включва и в работата над The Unquestionable Truth (Part 1).
Робинсън е и притежател на лейбъла „I Am Recording“.